# Cokeville, Wyoming
Cokeville är en småstad (town) i Lincoln County i västra Wyoming, USA. Staden hade 535 invånare vid 2010 års folkräkning.

## Geografi

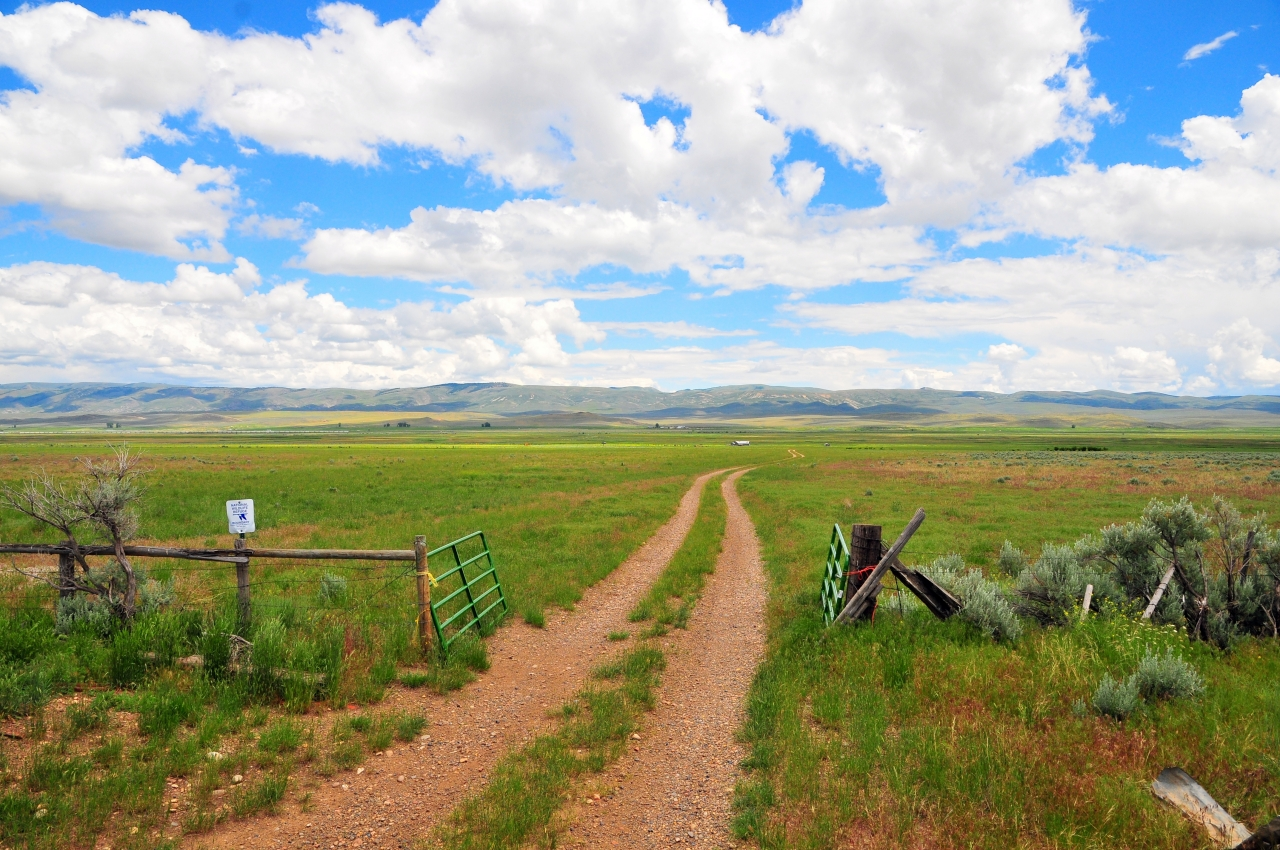
Cokeville Meadows viltreservat

Cokeville ligger vid Smith's Forks mynning i Bear River, omkring 10 kilometer nordost om den punkt där Wyomings, Utahs och Idahos delstatsgränser möts. Söder om staden omkring Bear River ligger Cokeville Meadows National Wildlife Refuge, ett viltreservat etablerat 1993 som bland annat är känt för sitt bestånd av amerikansk brunand och andra sällsynta fågelarter. Reservatet har en observationsstation men är i övrigt inte öppet för allmänheten.

## Historia
Området beboddes före nybyggarnas ankomst av shoshonerna. Platsen ligger vid Oregon Trail, som användes som resrutt av nybyggare på väg åt nordväst. Den förste nybyggaren som slog sig ned i området, Tilford Kutch, kom till platsen 1869. Han var gift med en dotter till Bannock-Shoshoni-hövdingen Tyhee. Kutch öppnade en handelsstation 1873 och en färja över Smith's Fork. 1882 drogs Oregon Short Line Railroad genom orten och förenades med Union Pacifics linje vid Granger. År 1910 fick Cokeville kommunalt självstyre.
Orten döptes ursprungligen efter kolfyndigheterna i områden. Staden blev efter järnvägens ankomst även ett centrum för fåruppfödning, och 1918 fick staden smeknamnet "Sheep Capital of the World".
Cokeville var plats för ett omtalat gisslandrama 16 maj 1986, då stadens tidigare polis David Young och hans fru Doris Young tog 167 barn och vuxna som gisslan i Cokeville Elementary School. David Young hade avskedats från sitt arbete som stadens enda polis på grund av tjänstefel. Gisslan flydde efter att bomben oavsiktligt exploderat i förtid. Båda gisslantagarna dog, medan 79 personer i gisslan skadades. Gisslandramat beskrevs i boken The Cokeville Miracle: When Angels Intervene av Hartt och Judene Wixom, som senare låg till grund för CBS TV-film To Save the Children. En långfilm om händelsen, The Cokeville Miracle, av regissören T. C. Christensen, kom ut 2015.

## Kommunikationer
Cokeville ligger vid den federala vägen U.S. Route 30. Järnvägen genom staden drivs av Union Pacific.

## Kända invånare
- Minerva Teichert, konstnär, var under större delen av sitt liv bosatt i Cokeville.